# East Walton
East Walton – wieś w Anglii, w hrabstwie Norfolk, w dystrykcie King’s Lynn and West Norfolk. Leży 50 km na zachód od Norwich i 143 km na północ od Londynu.
Miejscowość liczy 90 mieszkańców.